# Basic Blues Magoos
Basic Blues Magoos je třetí studiové album newyorské psychedelic rockové skupiny Blues Magoos, vydané v květnu roku 1968 u Mercury Records.

## Seznam skladeb
1. Sybil Green (Of the In Between) (Blues Magoos, Gilbert, Scala)
2. I Can Hear the Grass Grow (Wood)
3. All the Better to See You With (Gilbert, Scala)
4. Yellow Rose (Blues Magoos, Gilbert)
5. I Wanna Be There (Blues Magoos, Scala)
6. I Can Move a Mountain (Blues Magoos, Kelly)
7. President's Council of Psychedelic Fitness
8. Scarecrow's Love Affair (Gilbert, Thielhelm)
9. There She Goes (Esposito, Gilbert, Scala)
10. Accidental Meditation
11. You're Getting Old (Gilbert, Thielhelm)
12. Subliminal Sonic Laxative (Blues Magoos)
13. Chicken Wire Lady (Blues Magoos, Gilbert)

## Sestava
- Ralph Scala – klávesy
- Ronnie Gilbert – baskytara
- Emil "Peppy" Thielheim – kytara
- Mike Esposito – sólová kytara
- Geoffrey Daking – bicí